# Нидхем, Роджер
Роджер Нидхем (также Нидэм, Нидем; англ. Roger Needham; 9 февраля 1935, Шеффилд, Саут-Йоркшир, Великобритания — 1 марта 2003, Уиллингем, Кембриджшир, Великобритания) — Британский учёный в области теории вычислительных систем, эксперт в области компьютерной безопасности, Командор ордена Британской империи, член Лондонского королевского общества, член Королевской инженерной академии наук Великобритании.

## Биография

### Ранние годы

Hall Cross School

Роджер Нидхем родился 9 февраля 1935 года в Шеффилде (графство Саут-Йоркшир), расположенном в Северной Англии на реке Шиф. Он был единственным ребёнком в семье Лен и Молли Нидхем, которые познакомились ещё студентами в университете Бирмингема. У него было счастливое детство в Шеффилде. Позже он начал учиться в одной из школ города, продолжив обучение в гимназии для мальчиков (англ. Hall Cross School) в городе Донкастер. Роджер рано научился читать и всю жизнь оставался читателем с широким кругозором. Его отец, Лен Нидхем, был инженером, знакомым со всеми проблемами создания и поддержания работоспособности сложной системы (пусть это и была всего лишь система по переработке угля), поэтому Роджер имел некоторое представление о вычислительных системах и, конечно, превосходную подготовку по математике. Кроме того, он год изучал философию.
В 1953 году Нидхем поступил в Кембриджский университет, который и окончил в 1956 году, получив степень бакалавра математики и философии.

### Начало научной деятельности

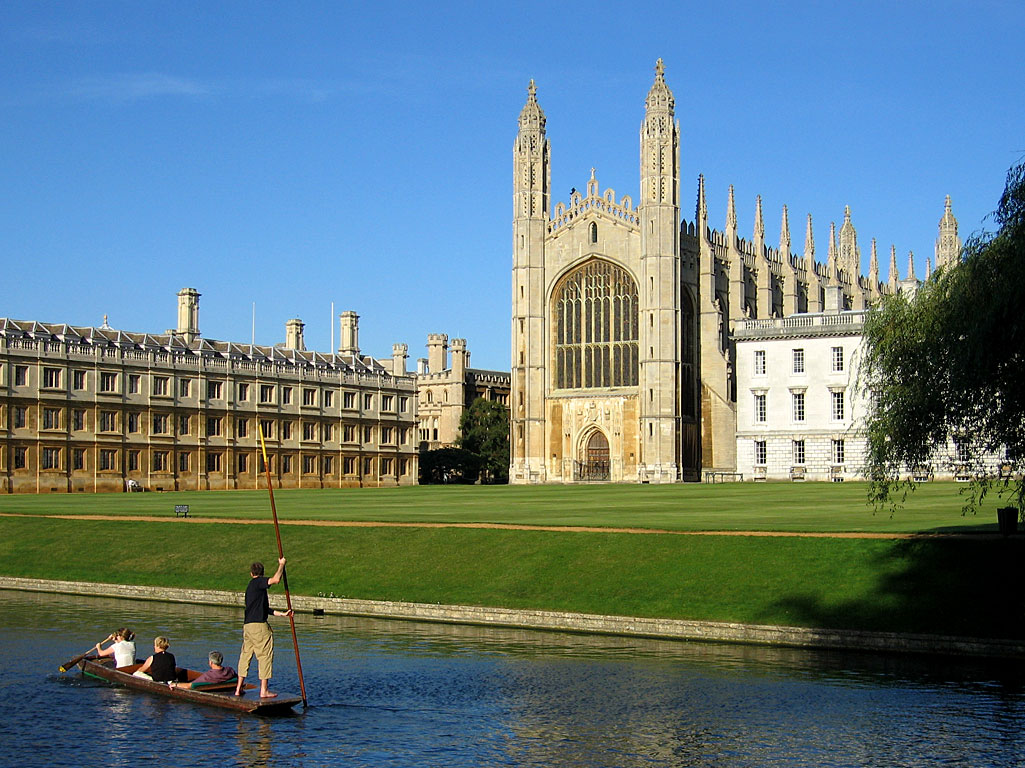
Кембридж

В 1956 году, последнем году обучения в Кембридже, Роджер Нидхем узнает про Cambridge Language Research Unit. Первоначально это была группа людей, интересующихся языком и переводом, впоследствии финансируемая для проведения исследований по автоматическому переводу. Роджера заинтересовала сфера вычислений, поэтому он защитил диплом в области вычислительной математики и автоматическиx вычислений в 1957 году.

## Личная жизнь
Роджер Нидхем был женат на Карен Спарк Джонс.